# Almodóvar del Campo
Almodóvar del Campo es un municipio y localidad española de la provincia de Ciudad Real, en la comunidad autónoma de Castilla-La Mancha. El término municipal tiene una población de 5706 habitantes (INE 2024) y es el quinto más grande de España por extensión.

## Toponimia
Su nombre procede del árabe, المدور al-Mudawwar. “Tribus modharíes que se establecieron en la Mancha y dieron a este pueblo los nombres de ‘Alridóvar’, ‘Almo-duevar’ y ‘Al-mod-var’, significando ‘Agua-Redonda’ o ‘Sitio-Redondo’, indiscutible alusión a la Laguna”, escribió el catedrático Eduardo Agostini. Está situada en el Campo de Calatrava, de ahí su referencia en el topónimo.

## Geografía
Integrado en la comarca de Valle de Alcudia, en el límite con el Campo de Calatrava, se sitúa a 46 km de la capital provincial. El término municipal está atravesado por la carretera N-420 entre los pK 122-129 y 148-151, además de por las carreteras autonómicas CM-4202, que permite la comunicación con Alamillo, la CM-4115, que conecta Brazatortas con Villamayor de Calatrava, y la CM-4110, que une Puertollano con Abenójar. 
Almodóvar del Campo tiene el segundo término más extenso de los municipios no capitales de provincia de España, tras Lorca, y el quinto en el total de España. También es el más grande de Castilla-La Mancha (véase Municipios más extensos de España). Cuenta con 1208,27 km², de los que la mayor parte conforman el Valle de Alcudia.
La ciudad está construida sobre un antiguo volcán, uno de tantos del Campo de Calatrava, en el que parte de su cráter actualmente lo ocupa la laguna de Almodóvar. El volcán está sufriendo desde hace años una grave erosión por los trabajos de una cantera. 
El relieve viene marcado por la alternancia de sierras y valles, modelados de manera desigual a lo largo del tiempo, con presencia de distintas formaciones geomorfológicas. En su vertiente norte está como eje vertebrador el río Tirteafuera, que hace de límite septentrional con Cabezarados y Villamayor de Calatrava. El río configura las unidades naturales de la depresión del Tirteafuera y la depresión de Almodóvar-Argamasilla, donde se encuentra el pueblo cerca de la laguna de Almodóvar y la laguna de Cucharas, esta última compartida con Villamayor de Calatrava. A continuación están las primeras cadenas montañosas, la sierra de Navacerrada (cerro de los Bueyes, 840 m) al oeste, haciendo de límite con Abenójar, y la unidad natural de la sierra de Almodóvar al este, con la sierra del Torozo (Hoya del Mesto, 905 m), sierra del Talaverano (Navalromo, 922 m) y la sierra Decarada de la Santa (932 m) como elementos más representativos. 
Entre la primera y la segunda alineación serrana tenemos la depresión de Almadén–Puertollano, modelada por el curso de los ríos Fresnedillas y Valdeazogues principalmente, formando este último el embalse del Entredicho en el límite con Almadenejos. Antes del Valle de Alcudia está la sierra norte de Alcudia, con elevaciones como la sierra de la Cerrata (813 m), la sierra de Manzaire (799 m) y la sierra de la Solana de Alcudia (954 m). El valle de Alcudia es la unidad natural central y de mayor extensión de Almodóvar del Campo, con unos desniveles comprendidos entre los 400 y los 800 m, consecuencia directa de la acción erosiva de los ríos pertenecientes a la cuenca del Guadiana como son el río Alcudia, el río de la Cabra o el río de las Pasaderas. 
En su vertiente oriental, la cota es mayor dada la presencia de la divisoria de aguas con la cuenca hidrográfica del Guadalquivir. Como cierre meridional del Valle de Alcudia tenemos la sierra de la Umbría de Alcudia con un máximo de 1107 m en el pico plaza del Judío. Esta cadena montañosa está formada por otras pequeñas sierras como la sierra del Pajonal (911 m), la sierra de los Bonales (963 m), la sierra de la Atalayuela (963 m) o la sierra del Mochuelo (1032 m). Por último, en el sur del término municipal tenemos dos unidades naturales, por una parte las primeras estribaciones de sierra Madrona, con altitudes en torno a los 1100 m (sierra del Rey) en el límite con Cabezarrubias del Puerto, y el pie de la sierra de la Garganta, en el límite con el exclave de Brazatortas. El límite meridional de término municipal lo marca el río Guadalmez, que da paso a Andalucía.
La altitud oscila por tanto entre los 1129 m, en la sierra de la Umbría de Alcudia, y los 390 m a orillas del río Guadalmez El pueblo se alza a 670 m sobre el nivel del mar. 
| Noroeste: Abenójar                     | Norte: Abenójar, Cabezarados y Villamayor de Calatrava                                                             | Noreste: Argamasilla de Calatrava                         |
| Oeste: Almadenejos, Almadén y Alamillo | | Este: Puertollano y Brazatortas                           |
| Suroeste: Santa Eufemia (Córdoba)      | Sur: Santa Eufemia (Córdoba), Dos Torres (Córdoba), El Guijo (Córdoba), Torrecampo (Córdoba) y Conquista (Córdoba) | Sureste: Cabezarrubias del Puerto y Brazatortas (exclave) |

Cómo llegar
- Por ferrocarril: desde Madrid, Ciudad Real, Córdoba o Sevilla, salen a diario varios trenes AVE, AVANT y Talgos hasta Puertollano. También trenes regionales desde o hacia Extremadura. De Puertollano sale una carretera que nos lleva directamente a Almodóvar, la CM-4110 (7 km).
- Por carretera: desde Ciudad Real, tomar la N-420, o la nueva autovía A-41 de Ciudad Real a Puertollano; llegados al cruce de la laguna de Caracuel se puede seguir hasta Puertollano y de allí a Almodóvar (45,7 km), o bien se puede coger el desvío a Villamayor de Calatrava, por la CM-4115 y de allí a Almodóvar del Campo (39,7 km).

## Historia

### Orígenes
En las Relaciones topográficas de Felipe II, del siglo XVI, se extrae textualmente lo siguiente: 
Este pueblo es muy antiguo, que de su principio y fundación no se tiene cierta noticia, ni de quien le haya fundado… Muy cerca de la dicha villa, al pie del Castillo y fortaleza de ella, está una laguna de agua muy redonda, de cuyo principio no se tiene memoria y es cierto de ser mucho más antigua que la fundación del pueblo, y que de ella tomó denominación y origen, y antes que se poblase dicen que se llamaba ese sitio y lugar el Castillo De Almodóvar, y componiendo el vocablo se ha quedado con Almodóvar, y llamándose y llama así.
Dada la antigüedad de este municipio, existen restos arqueológicos que remiten a un poblamiento paleolítico (se han encontrado restos en la laguna de Retamar, y de pintura rupestre esquemática en la cueva de la Venta de La Inés) que se continuó durante el neolítico hasta época prerromana: cultura tartésica, cultura ibérica. La protohistoria de Almodóvar se manifiesta en una gran diversidad de restos. Por otra parte también son reseñables los restos de época romana, de la cual se han producido numerosos hallazgos a lo largo de su término (Los Minguitos, cerro de Marín, cerro de Navalromo, Dehesa de Alcudia), y en aldeas cercanas (Fontanosas, Navacerrada y, la más importante, La Bienvenida). La cultura visigótica pasa por este solar sin dejar huella alguna. El asentamiento estable de población que hoy se conoce como Almodóvar del Campo es de origen árabe. Durante más de tres siglos años perteneció a los emires y califas de Córdoba. En el siglo IX existe ‘Almodóvar el Lejano’, llamado así para distinguirlo de Almodóvar del Río, en la provincia de Córdoba.

### Dominación musulmana
Sobre año 740, Balch construye su castillo, y diez años después Jusuf reúne en él tropas para oponerse a Abderramán. La primera noticia de carácter histórico es la que nos ofrece Aben Alfaradhí al notificarnos el nacimiento del filósofo Otoman ben Guaquil en Almodóvar (850-910). En 1086, durante el reinado de Alfonso VII, en Almodóvar contienden Abenhalage y Alvar Fáñez. En 1140 el alcaide toledano Munio Alfonso vence en Almodóvar al rey Texufin y a toda la milicia de Córdoba. Siete años después, Alfonso VII conquista el castillo de Almodóvar, que reconquistan los almohades al poco tiempo. Hubo un periodo de conquistas y reconquistas del castillo hasta su reconquista definitiva que ocurre en 1212, pocos días antes de la acción de Las Navas de Tolosa; su nueva restauración es debida al maestre Rodríguez Garcés (1215). Finalmente, Almodóvar pertenecerá a la Orden de Calatrava.

### SigloXIII
Tras la victoria de Alfonso VIII aparecen signos de población cristiana. Se restaura el castillo y se adaptan los restos de la antigua mezquita a la religión cristiana. En 1223 una donación de bienes atestigua la existencia de vecinos de Almodóvar, que, administrativamente, empieza siendo una dependencia de la Encomienda de Caracuel. Es población de paso, abundante en comercios, y está obligada a dar guías armados a cuantos viajeros la atraviesan. La iglesia está dedicada a Nuestra Señora de la Estrella y está llena de pinturas murales. Las primeras calles del pueblo y por tanto las más antiguas son la de Postas (camino de Córdoba), la de Pérez (camino de Andújar) y la Corredera (camino de Adamuz). La calle Real de los Mesones y el Altozano son vías de Circunvalación. En 1264 la Encomienda de Almodóvar se segrega de Caracuel.
El pueblo es eminentemente ganadero y mercantil. Se autoriza la celebración de dos ferias que contribuyeron al auge económico que tiene la localidad en la Edad Media, logrando gran importancia con la Mesta, que llevaba a pastar sus rebaños a las dehesas del valle de Alcudia y de la Vega.

### SigloXIV
Existe ya el Concejo de Almodóvar, que recibe en arriendo la dehesa de Villagarcía. El pueblo crece rápidamente. En 1360 el maestre intruso Pedro Estébañez Carpinteyro se apodera del castillo. En 1377 el Concejo de Almodóvar consigue que Enrique II exima de la obligación de dar guías a las personas y bienes que no pertenecen a la Real Cámara. El comendador de Almodóvar, Garci Álvarez, muere en la batalla de Aljubarrota en 1384. Parece que en 1394 el duque de Benavente sufre prisión en Almodóvar.
Empieza la inmigración de familias poderosas y de la clase media ilustrada.

### SigloXV
En 1445, Juan Ramírez de Guzmán se apodera del castillo. Los cuadrilleros de Almodóvar colaboran en la liberación de Juan II. En 1474 los labradores del pueblo se ensañan con los conversos fugitivos de Córdoba. El 31 de marzo de 1492 son expulsados cerca de doscientos judíos. Se trafica en lanas y se practica la labor de paños.
Una muralla antigua separa a la villa del arrabal. Las ermitas ocupan las entradas del pueblo. Llegan las familias Gijón y Ávila.
El pueblo se hace merecedor del título de Muy Noble, Muy Afable, Muy Leal y Muy Antigua Villa.

### SigloXVI
Nacen en la localidad san Juan de Ávila (en realidad el último año del siglo anterior) y san Juan Bautista de la Concepción. Almodóvar es declarada cabeza de la Rinconada de su nombre. Nace Miguel Cano, maestro ensamblador, artífice de retablos, sagrarios y cajoneras: trabaja en el pueblo, probablemente en la gran reforma de la iglesia y en la construcción del Convento, hasta que en 1587 pasa a Granada, donde nace su genial hijo Alonso Cano. Se construye la torre de la iglesia. Francisco de Torres, natural del pueblo y residente en Indias, funda y dota la capilla principal de la Concepción. A principios del siglo se inician grandes litigios con la Mesta. Los Fúcares adquieren la administración de hierbas y de las minas del Rey. En esta época hay una notable emigración a las Indias. Santa Teresa de Jesús se detiene dos veces en el pueblo. Los Reformadores Descalzos hacen de Almodóvar el escenario de tres capítulos y vienen, entre otros, San Juan de la Cruz. En 1599 se funda el convento de Monjas Carmelitas.
El siglo entero transcurre en un forcejeo entre Almodóvar y Almagro, que termina adquiriendo Almodóvar la Jurisdicción en 1.ª Instancia. Por lo que el municipio es Cabeza de Jurisdicción, asiento de Gobernación de la Orden y Caballería de Calatrava, jurisdicción y gobierno sobre muchas villas y lugares, y el escudo de armas. Empiezan a abundar grandes legados y fundaciones. Pasan por el pueblo las Postas de Su Majestad.

### SigloXVII
El Camino Real de Toledo a Córdoba como paso habitual entre Castilla y Andalucía da lugar al tránsito de grandes personajes de la época como Cervantes que inmortaliza el nombre de Almodóvar, citándolo cuatro veces en Don Quijote de la Mancha. En 1606 se clausura el convento de Monjas Carmelitas. En 1611, el abad de este convento organiza la conducción de los doscientos nueve moriscos del pueblo, expatriados por orden superior. Hay nueva afluencia de hidalguías forasteras. Queda consolidada definitivamente la Alcaldía Mayor. Se toman medidas contra las epidemias que llegan con frecuencia de Levante y del sur peninsular. Se efectúan importantes reparaciones en la iglesia. En 1662 se descubre la antigua explotación de las minas del Horcajo, pero no se trabaja en ellas. En 1676 se aprestan soldados para recobrar Mesina.

### SigloXVIIIyXIX
En 1731 se inicia la construcción del Templo a Juan de Ávila. En 1757 se planta el famoso “Olivar de los Frailes”.
En 1770 se construyen los puentes sobre el arroyo Lino. En 1786 las lluvias provocan la inundación de muchas casas y la subida del nivel de la Laguna, iniciándose una gran epidemia. En 1790 un capitán de carabineros construye los dos molinos de viento al norte e inmediaciones de los ya vacilantes muros del Castillo.
En la guerra contra los franceses, Salido y Lasso muestran gestos heroicos dignos de recordar.
En 1807 el rey Carlos IV crea para Diego Godoy y Álvarez Faria, teniente general de los RE. y coronel de la Guardia Valona, el Ducado de Almodóvar del Campo. Este título desapareció con la exoneración de este y no vuelve a rehabilitarse o a utilizarse.
En 1824 tiene lugar la última acción de guerra en el castillo.
En la nueva división territorial, Almodóvar ve respetado su Juzgado, que pasa a ser de Instrucción y Primera Instancia. En 1865 se instala el alumbrado público a base de farolas de petróleo. En 1870 se inicia el forcejeo entre Puertollano y Almodóvar por el Juzgado; irá en aumento conforme se va intensificando la explotación de la plata del Horcajo (Almodóvar) y del carbón (Puertollano). Se destina a cárcel el Templo a Juan de Ávila. A esto se añadirá la llegada del ferrocarril al municipio, con la inauguración en 1866 de la línea Ciudad Real-Badajoz y de la estación de Caracollera. En 1878 se construye el baño de las caballerías de los Charcones.
En 1879, el rey Alfonso XII concede a Almodóvar el título de ciudad vía real decreto, por las razones expuestas a continuación:

En atención a los gloriosos timbres que registra en su historia la villa de Almodóvar del Campo, así como la importancia que la misma ha adquirido por su gran aumento de población y riqueza minera, Vengo en concederle el título de Ciudad.

La plata del Horcajo proporciona grandes ingresos a Almodóvar. En 1889 el servicio de Telégrafos se instala en la calle del Darro.

### SiglosXXyXXI
El siglo XX comenzó al alza con ingresos saneados con las explotaciones de plata. En 1900 tras la muerte de Lasso, el pueblo recibe el jardín, la huerta que él le cede en su testamento al municipio. El petróleo ha sido sustituido por la electricidad en el alumbrado público (1900). En 1915 Germán Inza vende por suertes la dehesa de Navalromo a obreros pobres. En 1902 se inaugura el ferrocarril a San Quintín, que llega hasta Puertollano y que años más tarde conectará con otra línea a Peñarroya. En 1925 se construye el nuevo edificio del Ayuntamiento. Los últimos decenios conllevan grandes cambios: la diversificación de la economía y la implantación de los sectores industriales y de servicios, la implantación de un sistema de gobierno municipal democrático, o el desarrollo de los medios de comunicación.
En noviembre de 2012 empieza a emitir la Radio Libre local Almodóvar en La Onda por internet y FM en el 107.2 MHz, emisora sin participación del Ayuntamiento ni de ninguna otra entidad pública o privada.

## Demografía
Almodóvar del Campo cuenta con una población de 5706 habitantes (INE 2024).
| Gráfica de evolución demográfica de Almodóvar del Campo entre 1842 y 2021 |
| |
| Población de derecho según los censos de población del INE Población de hecho según los censos de población del INEEntre el censo de 1857 y el anterior, disminuye el término del municipio porque independiza a Fontanosas Entre el censo de 1877 y el anterior, crece el término del municipio porque incorpora a Fontanosas y Tirteafuera |

## Monumentos y lugares de interés

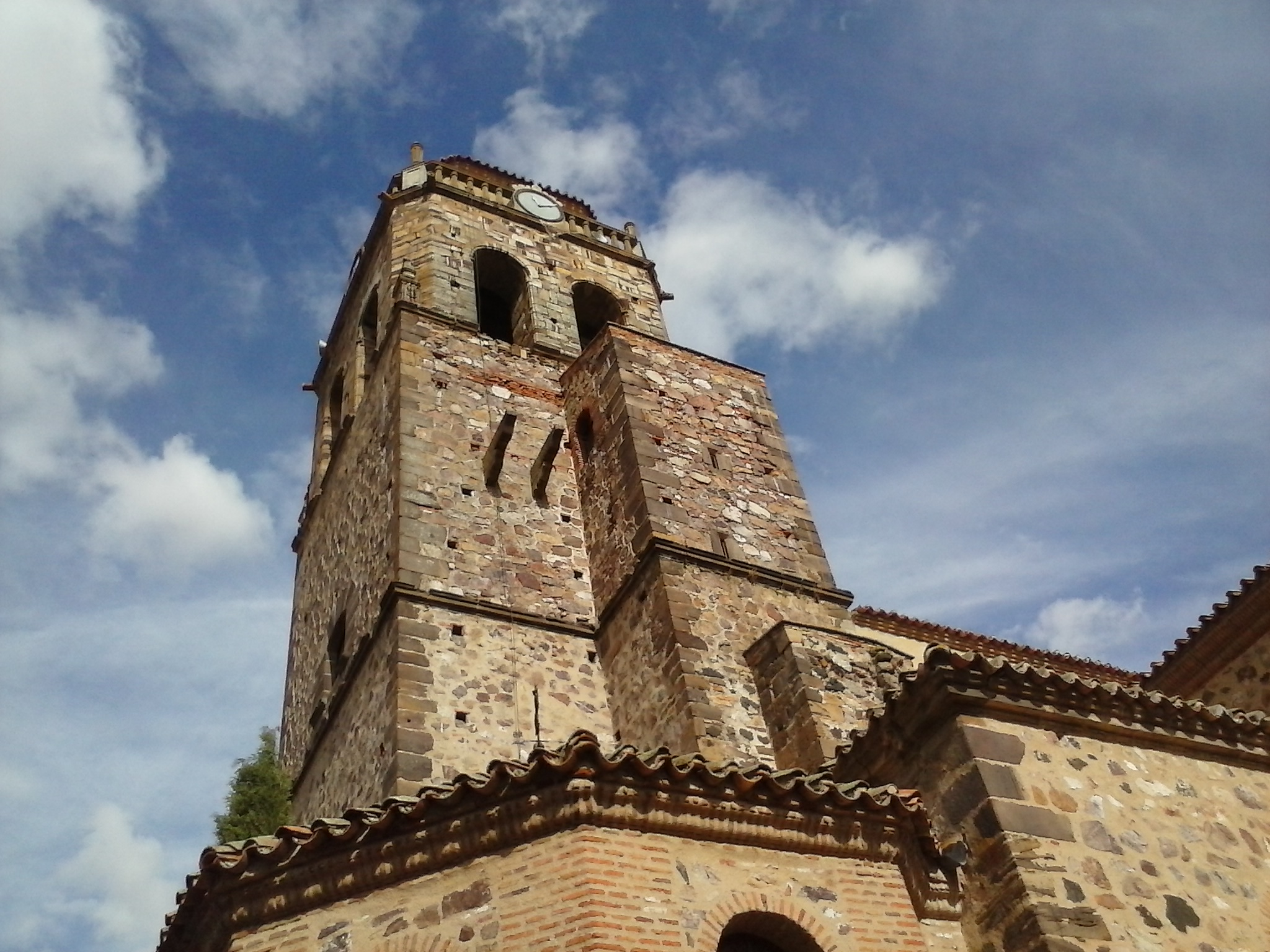
Iglesia de Nuestra Señora de la Asunción, declarada Bien de Interés Cultural en 1992

Iglesia Nuestra Señora de la Asunción: construida en el siglo XVI sobre una antigua mezquita. Destaca su magnífica techumbre mudéjar del siglo XIV, considerada la más grande de España construida en una sola pieza. Realizada en mampostería y sillar. Su estructura está formada por tres naves y arcos ligeramente apuntados. El ábside y el crucero se cubren con bóveda de crucería. En el frente, presenta un retablo barroco de grandes proporciones. La torre, situada en el lado norte del templo, fue edificada en 1548 y ostenta un escudo imperial bajo alfiz. En 1992 está construcción fue declarada bien de interés cultural.
Ayuntamiento: construido en 1928. Fachada de influencia neoclásica enmarcada entre dos torres culminadas con un capitel piramidal. Destaca su salón de pleno, con cuadros de hijos ilustres de Almodóvar pintados por Palmero.
Casa-Convento Nuestra Señora de la Merced: de estilo modernista, data del siglo XIX. Antigua casa noble, con aspecto de palacete isabelino; actualmente alberga a la Orden de las monjas jerónimas. En su interior se abre la capilla, que tiene un retablo de estilo rocalla del siglo XVIII.
Casa-Palacio de los Marqueses de Pacheco: casa solariega con el escudo heráldico de los Gijones en su fachada. Desde 1993, sirve como centro cultural «Casa de la Marquesa». En su segundo patio, llamado de los Laureles está la oficina de turismo municipal.
Casa Francisco Laso: casa burguesa del siglo XIX, que conserva en su interior un patio rodeado de pilares cuadrados de granito.
Iglesia Nuestra Señora del Carmen: templo construido en 1599. Inicialmente formó parte del Convento de los Carmelitas. Su arquitectura es carmelitana, con añadidos posteriores. La base de su construcción es la piedra con hilada de ladrillo. Consta de tres naves, la central con bóveda de cañón, y las laterales con cúpulas a modo de capillas. En el exterior, destaca la portada con imagen en hornacina y espadaña lateral.
Teatro Municipal: construido en 1845. Tiene cabida para 400 personas. Responde al tipo de teatro a la italiana, con planta en herradura en el patio, bordeado por tres plantas sobrepuestas que ocupan la platea y los anfiteatros.
Biblioteca Cervantina-Anexo Museo Palmero: en su interior se recopilan infinidad de ediciones de El Quijote, en diversos idiomas, formatos y épocas; además de lienzos y dibujos relativos al personaje cervantino, elaborados por el propio pintor.
Casa-Museo Palmero: constituido por la colección particular de Alfredo Palmero donde, además, se exponen obras de otros autores, entre los que destacan Miró, Tiziano, Felipe Coronado, y Solana. Además de la colección pictórica, también se expone una colección de artes decorativas e industriales.
Capilla de la Santísima Trinidad: en la actualidad, dedicada a archivo municipal, es de traza gótica del siglo XV, culminándose su construcción en el siglo XVI, con fachada de tapial pintada de blanco, portada de ladrillo y con decoración interior barroca del siglo XVIII. En él destaca la cúpula central, en la que quedan perfectamente delimitados los elementos decorados con pinturas de Manuel Santos, realizadas hacia 1950, y el mobiliario, de cierto interés. En 1992 esta capilla fue declarada Bien de Interés Cultural.
Casa Natal de San Juan de Ávila: se conserva como edificio parroquial desde 1997, año en el que sufrió una remodelación tras ser destinada en el siglo XIX a cárcel y juzgado. Aún se conserva la «Cueva de la Penitencia», donde el santo solía retirarse a orar. Hoy contiene el archivo parroquial.
Casa-Capilla de San Juan Bautista de la Concepción: iglesia-oratorio inaugurada a mediados del siglo XIX (1884), con motivo de la beatificación de este reformador de la Orden Trinitaria y autor literario conceptista. El templo es de una sola nave con bóveda de horno. Tiene decoración isabelina y coro alto a los pies.
El castillo: situado al igual que los de Caracuel y Calatrava, en el denominado Fahs Al-Balut, formó frontera con los cristianos casi hasta la toma de Toledo. Fue una fortaleza de cuatro torres de cal y canto, cercada de sus murallas altas y tapia gruesa, con un foso a su alrededor. Se encuentra bajo la protección de la Declaración genérica del Decreto de 22 de abril de 1949, y la Ley 16/1985 sobre el Patrimonio Histórico Español. Actualmente, sobre dicha loma (cerro de los Molinos), al este del municipio, se pueden apreciar las ruinas de un antiguo molino de viento construido en el siglo XVIII, cerca del antiguo castillo, de ahí que popularmente sea conocido este paraje como ‘El Castillo’.
Otras construcciones religiosas son las distintas ermitas que se encuentran en el municipio como la del Calvario, del siglo XVIII, la de San Sebastián, la de San José reedificada después de la Guerra de la Independencia y en 1841, la de San Antón, la de San Isidro y la de Santa Brígida, al sur, sobre una pequeña loma desde donde hay una buena vista del pueblo, son reflejo de la devoción popular.
Hay casas blasonadas con escudo familiar (Girones, Quílez), patio columnado y patio corral trasero.
Otros lugares a visitar

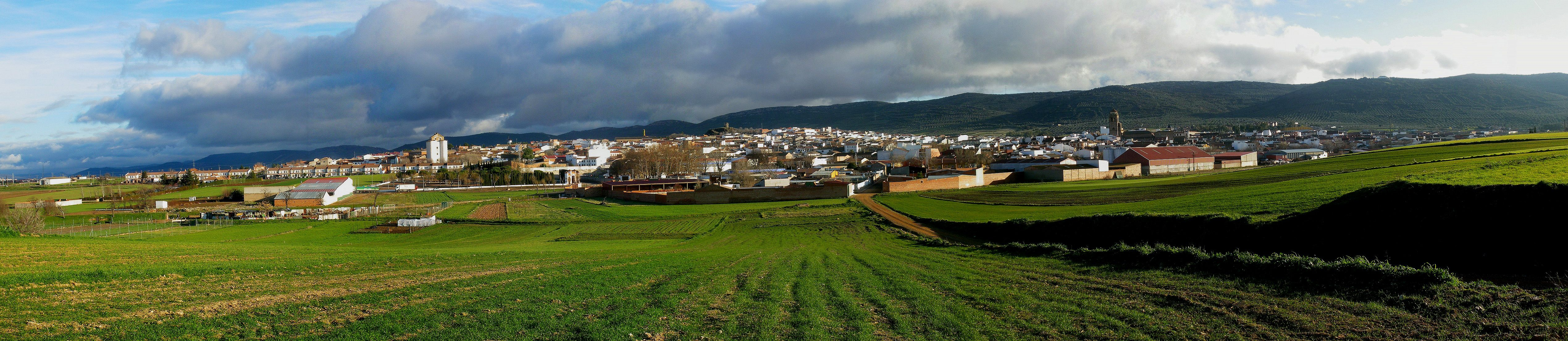
Vista panorámica desde el camino del cementerio

Tirteafuera (iglesia de Santa Catalina, declarada bien de interés cultural), los volcanes de los Castillejos (monumento natural) y el yacimiento romano de La Bienvenida (antiguo emplazamiento de la ciudad romana de Sisapo), el impresionante paisaje minero y «la berrea» en Minas de Horcajo, La Encina Milenaria o de las mil ovejas, algunos parajes cervantinos como la Venta de la Inés o la fuente del Alcornoque. Por otra parte, su gran patrimonio natural de fauna y flora,como el Valle de Alcudia, invita a realizar cualquier actividad al aire libre como el senderismo o la bici de montaña por su extensa red de caminos públicos y vías pecuarias, o para observar las numerosas especies de aves y mamíferos que hay en la zona. Hay variadas rutas senderismo, entre ellas con destino a la estación de Caracollera.

## Cultura

### Feria y fiestas de septiembre
Estas fiestas patronales se celebran en honor de la Virgen del Carmen, San Juan Bautista de la Concepción y San Juan de Ávila. Los tres primeros días están dedicados a la Virgen y los Santos; y los siguientes se caracterizan por estar dedicados al toro, con sus ancestrales, populares y tradicionales encierros.

#### Encierros
Están declarados Fiesta de Interés Turístico Regional. En estos días se alcanza el apogeo de la diversión que comienza con el chupinazo y la suelta de los toros a la una del mediodía, iniciándose las clásicas y tradicionales carreras por la calle Corredera.
Antiguamente los toros eran conducidos hasta la entrada del pueblo a través de las Eras de Marta (en las inmediaciones donde hoy se encuentra el coso taurino del mismo nombre) y finalizaban el encierro en la plaza Mayor. El recorrido actual termina en la plaza de San Benito. Durante siglos la calle Corredera ha presenciado las carreras y avatares de esta tradición, siendo un lugar muy recomendado para vivir el encierro acompañando de todo el ambiente y fiesta popular que rodea a dicha vía durante estos días.
Documentos y datos fehacientes de 1490 indican que ya en el siglo XV corrían toros por las calles de Almodóvar, por lo que son considerados los encierros más antiguos de España. En 1591 ya eran citados en los Libros de Acuerdos del Ayuntamiento, desprendiéndose del texto que son fiestas antiguas en la población; pero los Libros de Acuerdo no alcanzan a fechas más remotas, lo que hace imposible fijar su origen.

### Feria de Marzo
La localidad celebra a finales de marzo unas jornadas que rememoran la tradicional cuerda de ganado que hizo de Almodóvar del Campo una importante plaza ferial durante siglos.

## Administración y política
En las elecciones de 2011 el PP obtiene la mayoría absoluta en el municipio, de manera que el PSOE perdió 2 concejales y la alcaldía del municipio. Además, IU recupera su presencia en la nueva Corporación.
En consecuencia:
PP: 7 concejales.
PSOE: 5 concejales.
IU: 1 concejal. En las elecciones de 2015 se mantuvieron los resultados (PP, 7; PSOE, 5; IU-Ganemos 1). 

### Organización territorial
Del municipio dependen diez pedanías:
- Fontanosas, a 45 km por carretera de la localidad matriz.
- La Bienvenida, a 35 km.
- La Viñuela, a 20 km.
- Minas del Horcajo, a 46 km (casi ciudad fantasma, cuya visita es recomendable por el interés paisajístico de sus rutas).
- Navacerrada, a 23 km.
- Retamar, a 14 km.
- San Benito, a 69 km.
- Tirteafuera, a 10 km.
- Valdeazogues, a 32 km.
- Veredas, a 19 km.